# Kjetil Jansrud
Kjetil Jansrud, né le 28 août 1985 à Stavanger, est un skieur alpin norvégien, quintuple médaillé olympique, dont l'or du Super-G à  Sotchi en 2014
Considéré comme un grand espoir du ski alpin norvégien, il remporte une médaille d'argent en slalom géant dès les Championnats du monde junior en 2004. Jansrud fait ses débuts en Coupe du monde lors de la saison 2003.  Son premier résultat marquant est la médaille d'argent du slalom géant aux Jeux olympiques de Vancouver 2010. Il remporte sa première épreuve de Coupe du monde en mars 2012 à Kvitfjell devant son public.
Il est double médaillé aux  Jeux de Sotchi 2014 (or en Super-G, bronze en descente) et à nouveau à PyeongChang en 2018 (argent en descente, bronze en Super-G). Il est champion du monde de descente en 2019 et vainqueur de la Coupe du monde de descente en 2015 et de super-G en 2015, en 2017 et en 2018.   Outre ses cinq médailles olympiques il compte trois médailles dont un titre aux championnats du monde.
Skieur polyvalent, il compte cinquante-cinq podiums en Coupe du monde dont vingt-trois victoires dans trois des disciplines principales (treize victoires en super G, huit en descente et une en combiné alpin) et en slalom géant parallèle (une victoire). Le quintuple médaillé olympique norvégien se blesse gravement au genou gauche en décembre 2021, mais il parvient deux mois plus tard à participer à ses cinquièmes Jeux olympiques à Pékin, où il est le porte-drapeau de la délégation norvégienne. Il prend sa retraite sportive à l'occasion de ses dernières courses à domicile : les deux descentes de Kvitfjell les 4 et 5 mars 2022, sur l'Olympiabakken où il totalise sept victoires.  

## Biographie
Il prend son premier départ en Coupe du monde en janvier 2003 au slalom de Wengen. Il marque ses premiers points en janvier 2004 au slalom géant de Flachau (29e).
Il est ensuite médaillé d'argent aux Championnats du monde junior en slalom géant, puis remporte, en 2005, le classement général de la Coupe d'Europe, en dominant les épreuves de slalom géant et de slalom. Après plusieurs résultats positifs en Coupe du monde dont une quatrième place au slalom de Beaver Creek, il participe aux Jeux olympiques d'hiver de 2006, obtenant le dixième rang au combiné. La saison suivante, Jansrud n'est pas actif en compétition.
C'est aussi en Suisse qu'il obtient son premier podium en Coupe du monde le 10 janvier 2009 en terminant troisième du slalom géant d'Adelboden. Un an plus tard, il est médaillé d'argent aux Jeux olympiques de Vancouver dans cette même discipline derrière Carlo Janka, futur vainqueur de la Coupe du monde cette année. En slalom géant, il ajoute cinq podiums en Coupe du monde à son palmarès, sans obtenir de succès, le dernier top 3 dans cette discipline datant de novembre 2011 à Beaver Creek. Durant l'hiver 2011-2012, il effectue sa spécialisation vers les épreuves de vitesse que sont la descente et le super G. Il commence à avoir des succès rapidement en vitesse avec son premier podium en super G à Val Gardena et en descente à Kvitfjell où il remporte aussi la descente devant son compatriote Aksel Lund Svindal, première victoire de Coupe du monde en carrière.
Le 6 février 2013, Jansrud chute lors de la première course masculine des Championnats du monde de Schladming, le super G. Le Norvégien souffre d'une rupture du ligament croisé antérieur qui met fin à sa saison.
En février 2014, venu aux Jeux olympiques de Sotchi avec un podium en Coupe du monde durant saison, il commence par monter sur la troisième marche du podium de la descente. Il remporte ensuite la médaille d'or olympique du Super G, conservant ce titre pour la Norvège après  Kjetil Andre Aamodt en 2002 et 2006, et Aksel Lund Svindal en 2010. Il se classe également quatrième du super combiné et abandonne le slalom géant. Lors de l'étape de Coupe du monde de Kvitfjell, juste après les Jeux olympiques, il réalise le doublé super G - descente. Il ne monte sur aucun podium en mars, mais améliore son meilleur classement général : sixième.
Par la suite, il figure régulièrement parmi les principaux favoris en descente et en Super G et dispute ses meilleures saisons en 2014-2015 et en 2016-2017 où il est à la lutte avec Marcel Hirscher pour le classement général de la Coupe du monde qu'il termine les deux fois au 2e rang, remportant aussi deux petits globes du Super G. Il entretient une relation particulière avec l' Olympiabakken de Kvitfjell, où il court à domicile et où il s'impose sept fois (2 descentes, 5 Super-G) entre 2012 et 2018. Les des Jeux olympiques de Pyeongchang 2018, il est battu de 12/100e de seconde par son coéquipier Aksel Lund Svindal dans la descente, termine 3e du Super-G remporté par Matthias Mayer, et repart donc de Corée du Sud ses 4e et 5e médailles olympiques. 
Kjetil Jansrud commence la saison 2018-2019 par sa 12e victoire en Super G et la 22e de sa carrière à Lake Louise. Il se fracture deux doigts de la main gauche le 23 janvier en chutant à l'entraînement de la descente de Kitzbühel. Il écrit sur les réseaux sociaux : « Pas de chance pour les deux fractures, mais je serai de retour en un rien de temps ». Deux semaines plus tard, il est au départ du Super G des championnats du monde 2019 dont il prend la 22e place. Le 9 février, il  remporte la descente et son premier titre mondial.  Il dompte les mouvements de terrain, les chutes de neige, le vent, le brouillard, les problèmes de visibilité régnant sur la piste de vitesse Olympia d'Åre et n'est menacé que par Aksel Lund Svindal qui échoue à 2/100e de seconde pour le dernier départ de sa carrière, un doublé norvégien inédit aux championnats du monde et un résultat inversé par rapport à la descente des Jeux d'hiver 2018. Il n'obtient pas d'autre victoire au cours de la saison 2018-2019, et commence difficilement la suivante. Mais le 24 janvier 2020, il s'impose en Super-G sur la Streif de Kïtzbuhel, la 13e victoire de sa carrière dans la discipline, et la 23e en tout.
Lors de la saison 2020-2021, Jansrud ajoute un 55e podium à son palmarès en Coupe du monde avec une troisième place au super G de Val Gardena. Il est aussi huitième de la descente aux Championnats du monde à Cortina d'Ampezzo.
Le 3 décembre 2021, Kjetil Jansrud chute lourdement dans la descente de Beaver Creek et se blesse au genou gauche (rupture du ligament croisé antérieur et du latéral interne). Une opération qui le verrait manquer le reste de l'hiver olympique est envisagée mais il y renonce, et annonce fin janvier qu'il va prendre part à ses cinquièmes jeux olympiques à Pékin, où il porte le drapeau norvégien à la cérémonie d'ouverture. Il ne prend pas le départ de la descente et se classe 23e du Super-G. Une semaine après la fin de ces Jeux, il annonce qu'il a décidé de prendre sa retraite sportive, et que la deuxième descente de Kvitfjell le 5 mars, sur la piste Olympiabakken où il dit « avoir grandi » et où il a gagné sept fois (2 descentes et 5 super-G), sera la dernière course de sa carrière. Dans cette course où il prend une anecdotique 52e place, il est applaudi tout au long de sa descente, et à tout rompre par la foule présente dans les tribunes quand il parvient dans l'aire d'arrivée. Là, ses coéquipiers norvégiens (dont Aleksander Aamodt Kilde qui s'est classé deuxième) lui offrent des bouquets de fleurs et le portent en triomphe, tandis que tous les coureurs regroupés le long des barrières l'applaudissent.

## Palmarès

### Jeux olympiques d'hiver
Kjetil Jansrud a remporté cinq médailles lors des Jeux olympiques d'hiver en quatre participations (2006, 2010, 2014 et 2018). Il monte sur le podium aux côtés de Carlo Janka et de son compatriote Aksel Lund Svindal en slalom géant en 2010. En 2014, il permet à la Norvège d'obtenir un quatrième titre olympique de suite en super G.
| Épreuve / Édition   | Descente    | Super G | Slalom géant | Slalom | Combiné / super combiné |
| JO 2006 Turin       | —           | —       | Abandon      | —      | 10e                     |
| JO 2010 Vancouver   | 31e         | 12e     | Argent       | 17e    | 9e                      |
| JO 2014 Sotchi      | Bronze      | Or      | Abandon      | —      | 4e                      |
| JO 2018 Pyeongchang | Argent      | Bronze  | Abandon      |        | 7e                      |
| JO 2022 Pékin       | Non-partant | 23e     | -            | —      | -                       |

Légende :

 : première place, médaille d'or

 : deuxième place, médaille d'argent

 : troisième place, médaille de bronze

— : Kjetil Jansrud n'a pas participé à cette épreuve

### Championnats du monde
En sept participations aux championnats du monde en Mondiaux 2005, 2009, 2011, 2013, 2015, 2017,  2019 et 2021, Jansrud a remporté deux médailles d'argent en super combiné et en super G et un titre en descente.
| Épreuve / Édition                 | Descente | Super G | Slalom géant | Slalom  | Combiné / super combiné |
| Mondiaux 2005 Bormio              | —        | —       | —            | Abandon | —                       |
| Mondiaux 2009 Val d'Isère         | —        | Abandon | Abandon      | Abandon | 9e                      |
| Mondiaux 2011 Garmisch            | —        | Abandon | 5e           | Abandon | 10e                     |
| Mondiaux 2013 Schladming          | —        | Abandon | —            | —       | —                       |
| Mondiaux 2015 Vail - Beaver Creek | 15e      | 4e      | —            | —       | Argent                  |
| Mondiaux 2017 Saint-Moritz        | 4e       | Argent  | —            | —       | Abandon                 |
| Mondiaux 2019 Åre                 | Or       | 22e     | —            | —       | —                       |
| Mondiaux 2021 Cortina d'Ampezzo   | 8e       | 12e     | -            | -       | Abandon                 |

Légende :

— : Kjetil Jansrud n'a pas participé à cette épreuve

### Coupe du monde
- Meilleur classement général : 2e en 2015 et 2017.
- 4 petits globes de cristal :
  - vainqueur du classement de descente en 2015 ;
  - vainqueur du classement de super G en 2015, en 2017 et en 2018.
- 55 podiums (26 en super G, 19 en descente, 6 en slalom géant, 2 en combiné alpin et 2 en slalom géant parallèle), dont 23 victoires.

#### Détail des victoires
Kjetil Jansrud compte treize victoires en super G, huit en descente, une en slalom géant parallèle (bien qu'étant considérée comme une épreuve distincte des autres, elle compte pour la Coupe du monde de slalom géant) et une en combiné alpin en Coupe du monde. Après être monté sur onze podiums en descente, super G et slalom géant (entre 2009 et 2012), il remporte sa première victoire le 4 mars 2012 à Kvitfjell. Il remporte deux autres victoires en 2014, toujours dans la station de Kvitfjell. En novembre 2014, il remporte ses deux premières courses hors de Norvège à Lake Louise au Canada.
| Épreuve / Édition | Descente                                   | Super-G                                | Slalom géant parallèle | Combiné alpin | Total |
| 2011-2012         |                                            | Kvitfjell                              |                        |               | 1     |
| 2013-2014         | Kvitfjell                                  | Kvitfjell                              |                        |               | 2     |
| 2014-2015         | Lake Louise Beaver Creek Kitzbühel Méribel | Lake Louise Val Gardena Kvitfjell      |                        |               | 7     |
| 2015-2016         | Jeongseon                                  | Kvitfjell                              | Alta Badia             | Wengen        | 4     |
| 2016-2017         | Val d'Isère Kvitfjell                      | Val d'Isère Val Gardena Santa Caterina |                        |               | 5     |
| 2017-2018         |                                            | Lake Louise Kvitfjell                  |                        |               | 2     |
| 2018-2019         |                                            | Lake Louise                            |                        |               | 1     |
| 2019-2020         |                                            | Kitzbühel                              |                        |               | 1     |
| Total             | 8                                          | 13                                     | 1                      | 1             | 23    |

#### Classements par saison
Jansrud compte plus de 350 départs en Coupe du monde depuis la saison 2003. Il marque ses premiers points lors de la saison 2004 lors d'un slalom géant à Flachau. Polyvalent, Jansrud a terminé dans le deuxième au général lors de la saison 2015. Il a remporté quatre globes de cristal. 
| Saison / Classement | Saison / Classement | Général | Général | Descente | Descente | Super G | Super G | Slalom géant | Slalom géant | Slalom | Slalom | Combiné | Combiné |
| ------------------- | ------------------- | ------- | ------- | -------- | -------- | ------- | ------- | ------------ | ------------ | ------ | ------ | ------- | ------- |
| Saison / Classement | Saison / Classement | Class.  | Points  | Class.   | Points   | Class.  | Points  | Class.       | Points       | Class. | Points | Class.  | Points  |
| 2004                | 2004                | 140e    | 2       | -        | -        | -       | -       | 53e          | 2            | -      | -      | -       | -       |
| 2005                | 2005                | 98e     | 35      | -        | -        | -       | -       | 39e          | 30           | 58e    | 5      | -       | -       |
| 2006                | 2006                | 43e     | 169     | -        | -        | -       | -       | 46e          | 11           | 21e    | 113    | 15e     | 45      |
| 2008                | 2008                | 111e    | 25      | -        | -        | -       | -       | 47e          | 14           | 53e    | 11     | -       | -       |
| 2009                | 2009                | 34e     | 225     | -        | -        | 40e     | 12      | 9e           | 213          | -      | -      | -       | -       |
| 2010                | 2010                | 17e     | 436     | 47e      | 17       | 28e     | 37      | 7e           | 294          | -      | -      | 11e     | 88      |
| 2011                | 2011                | 13e     | 495     | 46e      | 14       | 27e     | 46      | 4e           | 240          | 41e    | 35     | 3e      | 145     |
| 2012                | 2012                | 8e      | 855     | 19e      | 178      | 4e      | 342     | 9e           | 212          | 49e    | 7      | 7e      | 116     |
| 2013                | 2013                | 13e     | 473     | 10e      | 184      | 8e      | 154     | 21e          | 95           | -      | -      | 11e     | 40      |
| 2014                | 2014                | 6e      | 657     | 4e       | 328      | 2e      | 259     | 29e          | 34           | -      | -      | 13e     | 36      |
| 2015                | 2015                | 2e      | 1288    | 1er      | 605      | 1er     | 556     | 19e          | 98           | -      | -      | 17e     | 29      |
| 2016                | 2016                | 4e      | 1161    | 3e       | 432      | 2e      | 375     | 20e          | 149          | -      | -      | 3e      | 165     |
| 2017                | 2017                | 2e      | 924     | 2e       | 431      | 1er     | 394     | 24e          | 75           | -      | -      | 21e     | 24      |
| 2018                | 2018                | 4e      | 884     | 7e       | 343      | 1er     | 400     | 45e          | 16           | 43e    | 15     | 2e      | 110     |
| 2019                | 2019                | 13e     | 537     | 13e      | 160      | 4e      | 316     | 35e          | 25           | -      | -      | 14e     | 36      |
| 2020                | 2020                | 8e      | 665     | 9e       | 248      | 5e      | 305     | -            | -            | -      | -      | 7e      | 112     |
| 2021                | 2021                | 31e     | 259     | 20e      | 99       | 7e      | 160     | -            | -            | -      | -      | -       | -       |

*Nota : de 2013 à 2015, il n'y a pas eu de globe de combiné de distribué

### Championnats du monde junior
Kjetil Jansrud compte quatre participations aux championnats du monde junior entre 2002 et 2005. Il n'y remporte qu'une seule médaille avec l'argent en slalom géant lors des Mondiaux 2004 à Maribor.
| Épreuve / Édition             | Descente | Super G | Slalom géant | Slalom  | Combiné |
| Mondiaux 2002 Tarvisio        | 43e      | Abandon | -            | 25e     | 19e     |
| Mondiaux 2003 Serre Chevalier | 32e      | -       | 8e           | 12e     | 4e      |
| Mondiaux 2004 Maribor         | 57e      | 13e     | Argent       | Abandon | -       |
| Mondiaux 2005 Bardonecchia    | 12e      | 5e      | 9e           | 4e      | -       |

### Coupe d'Europe
- Vainqueur du classement général en 2005.
- Vainqueur des classements de slalom géant et de slalom en 2005.
- 15 podiums, dont 5 victoires.

### Championnats de Norvège
- Champion de slalom géant en 2010 et 2011.
- Champion de super G en 2011 et 2015.
- Champion de descente en 2015.